# Herpesvirusi
Herpesvirusi (znanstveno ime Orthoherpesviridae, prej imenovani in bolj poznani Herpesviridae) so velika družina virusov. Povročajo herpetične okužbe v obliki mehurčkov na sluznicah in koži ter druge bolezni. Gre za viruse, ki jih obdaja ikozaedrična beljakovinska ovojnica. Njihova dednina se nahaja v obliki dvoverižne DNK. Za vse herpesviruse je značilno, da po okužbi ostanejo v telesu dosmrtno. Praviloma mirujejo in ne povzročajo težav, v nekaterih primerih pa se lahko reaktivirajo, kar se kaže z izbruhom bolezni ali samo blažjih težav.

## Taksonomija
Družina ima sledeče poddružine in rodove:
- Poddružina Alphaherpesvirinae
  - Iltovirus
  - Mardivirus
  - Scutavirus
  - Simplexvirus
  - Varicellovirus
- Poddružina Betaherpesvirinae
  - Cytomegalovirus
  - Muromegalovirus
  - Proboscivirus
  - Quwivirus
  - Roseolovirus
- Poddružina Gammaherpesvirinae
  - Bossavirus
  - Lymphocryptovirus
  - Macavirus
  - Manticavirus
  - Patagivirus
  - Percavirus
  - Rhadinovirus

### Vrste
Poznanih je osem vrst herpesvirusov, ki so patogeni za človeka in jih imenujemo humani herpesvirusi ter oštevilčimo z ustreznim številom od 1 do 8. Razdeljeni so v 3 poddružine (herpesvirusi alfa, beta in gama). Posamezne vrste virusa povzročajo specifične bolezni.

#### Herpesvirusi alfa
Za to poddružino sta značilna hitro podvojevanje in širok spekter gostiteljev. Nahajajo se v živčnih ganglijih gostiteljevega organizma.
- HHV-1: virus herpesa simpleksa 1 - bolezni: labialni herpes (herpes labialis) - na ustnicah, nazalni herpes (herpes nasalis) - v nosu, genitalni herpes (herpes genitalis) - na spolovilu, perianalni/glutealni herpes (herpes perianalis/glutealis) - na zadnjiku/zadnjici, facialni/bukalni herpes (herpes facialis/buccalis) - na obrazu/licih.
- HHV-2: virus herpesa simpleksa 2 - bolezni: herpes (simplex) genitalis (na spolovilih), Herpes (simplex) labialis (na ustnicah).
- HHV-3: humani herpesvirus 3 (virus noric, varicelovirus) - bolezni: norice, pasovec.

#### Herpesvirusi beta
Podvojujejo se počasi, imajo ozek spekter gostiteljev ter povzročajo močno povečanje okužene celice (citomegalijo).
- HHV-5: humani herpesvirus 5 (citomegalovirus) - bolezni: citomegalična inkluzijska bolezen, citomegalovirusna pljučnica ...
- HHV-6: humani herpesvirus 6 - bolezen: exanthema subitum (pri otrocih)
- HHV-7: humani herpesvirus 7 - bolezen: exanthema subitum (pri otrocih)

### Herpesvirusi gama
Imajo zelo različen čas podvojevanja ter zelo ozek spekter gostiteljev. Povezujejo jih tudi z nastankom raka.
- HHV-4: virus Epstein-Barr - bolezni: infekcijska mononukleoza, nazofaringealni karcinom, Burkittov limfom
- HHV-8: humani herpesvirus 8 - bolezni: Kaposijev sarkom, mieloproliferativne bolezni (Castlemanova bolezen, limfomi ...)

- Virioni virusa herpesa simpleksa
- Virioni humanega herpesvirusa 6